# Massimalismo (politica)

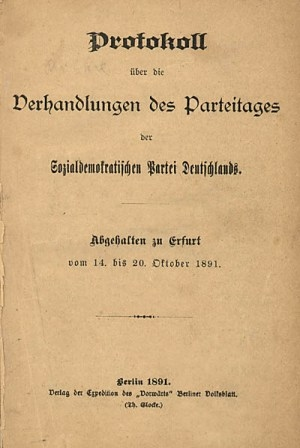
Copertina del Programma di Erfurt

Il termine massimalismo in chiave marxista nacque in seguito all'approvazione del Programma di Erfurt (Erfurter Programm), in occasione del Congresso del Partito Socialdemocratico di Germania (SPD) tenutosi nel 1891 a Erfurt, il quale si suddivideva in un programma massimo e in un programma minimo. I socialisti massimalisti affermavano di voler realizzare il programma massimo, che secondo loro avrebbe portato al traguardo dello Stato socialista.
Dopo l'approccio riformista improntato all'SPD dal Programma di Gotha approvato nel 1875, il Programma di Erfurt sanciva per il partito un parziale ritorno alla teoria e agli insegnamenti marxisti,  come il completo distacco dal pragmatismo moderato di stampo lassalliano. Il decorso del dibattito programmatico nella fase precongressuale non condusse però a delle approfondite discussioni concernenti le tesi di Karl Marx.

## Programma massimo
Il Programma di Erfurt era composto da una prima parte teorica, redatta dal filosofo e teorico tedesco del marxismo ortodosso Karl Kautsky, il programma massimo. Kautsky stesso affermò di avere riassunto parti de Il Capitale di Marx nella stesura del suo documento, con probabile riferimento al capitolo XXIV del Libro I ed in particolare alla sezione Tendenza storica dell'accumulazione capitalistica ivi trattata. Nel suo scritto Kautsky, riferendosi al socialismo scientifico, teorizzò una tendenza verso il capitalismo monopolistico e la crescita smisurata della produttività, propugnando la teoria del distacco crescente fra capitalisti e proletari e la necessità di socializzare i mezzi di produzione, e come fine ultimo la presa del potere da parte della classe operaia. Contrariamente a Marx però, nel documento di Kautsky mancava la rivendicazione esplicita di una rivoluzione proletaria. Si costituiva così come scopo ultimo e programma massimo la presa del potere da parte del proletariato attraverso la lotta di classe e la rivoluzione sociale - come da Marx, da cui nacque il termine massimalismo o massimalisti, che indicava i socialisti "rivoluzionari".

## Programma minimo

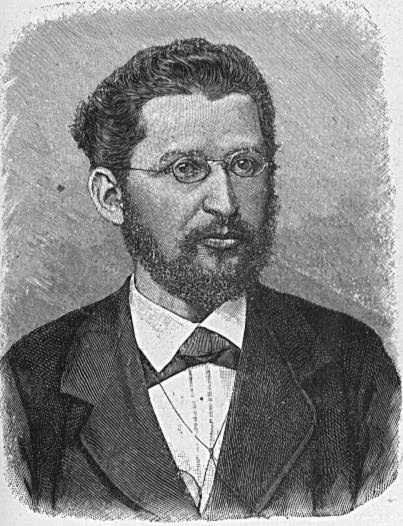
Eduard Bernstein

La seconda parte del Programma di Erfurt, elaborata dal futuro teorico del revisionismo marxista Eduard Bernstein, il cosiddetto programma minimo di azione politica, era costituito da una parte rivendicativa in quindici punti: suffragio universale, libertà d’espressione e di associazione, giornata lavorativa di otto ore, assistenza sanitaria, obbligatorietà e gratuità della scuola pubblica, la parità tra uomo e donna, la sostituzione delle imposte indirette con imposte dirette a carattere progressivo, ecc. Tali riforme immediate componevano delle richieste politiche che prese nel loro insieme realizzarono importanti misure democratico-repubblicane come quelle emanate dalla Comune di Parigi, e potenzialmente culminanti nella dittatura del proletariato.
A questo proposito Lenin, nel 1905, scrisse che « il compito reale che la Comune dovette adempiere fu quello di realizzare la dittatura democratica e non quella socialista », cercando in primo luogo di realizzare quello che per un partito socialista è il « programma minimo ». Fu attraverso le interpretazioni successive del programma di Erfurt che il concetto di un programma minimo si rispecchiò in buona parte della Seconda Internazionale. Nel breve termine, i socialisti riformisti avrebbero perseguito solo un programma minimo di richieste realizzabili, che avrebbe migliorato la vita dei lavoratori, fino all'inevitabile crollo del capitalismo. Altri partiti socialisti credevano che la realizzazione del programma minimo consentisse loro di diventare partiti di massa, potendo proseguire con la realizzazione del programma massimo. Così nel marxismo nacque il termine minimalismo, per indicare l'approccio politico dei socialisti riformisti.

## In Italia

### Dalla nascita alla direzione del partito

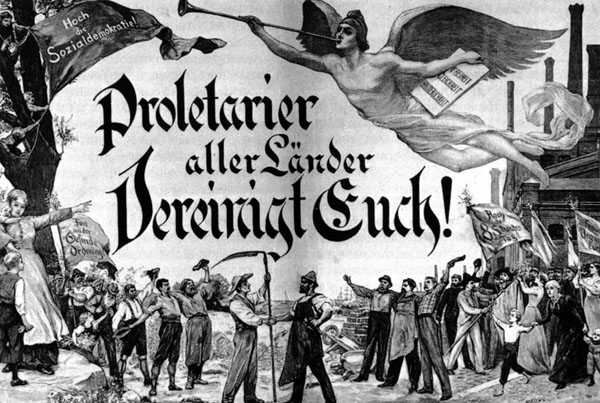
Manifesto di propaganda che recita «Proletari di tutto il mondo, unitevi!»

Il massimalismo fu una tendenza politica presente nel socialismo italiano già dalla sua nascita. Al marxismo vicino a Marx ed Engels tuttavia, si affiancarono presto le prime tendenze revisioniste che, sull'esempio della socialdemocrazia tedesca e le elaborazioni di Bernstein, si rafforzarono enormemente dopo le prime conquiste parlamentari e tra i quadri delle Camere del lavoro e della CGdL. Il riformismo inizialmente alla guida del Partito Socialista Italiano in realtà era un campo diviso in tendenze differenti, che spaziavano dagli istituzionali di tendenza socialdemocratica come Leonida Bissolati, Ivanoe Bonomi e Angiolo Cabrini, passando per i parlamentaristi d'opposizione come Filippo Turati e Anna Kuliscioff - esponenti socialisti chiave dell'età giolittiana -, fino alle posizioni intermedie di Giuseppe Emanuele Modigliani e dell'allora direttore dell'Avanti!, Claudio Treves.

Neanche il massimalismo però era una corrente politica omogenea. Esistevano dei massimalismi diversi tra loro, con delle particolarità e delle sensibilità specifiche, legati ad aree di riferimento quali il massimalismo rurale e il massimalismo urbano, o dipendenti dalle varie personalità come il massimalismo realizzatore di Serrati, il massimalismo nullista di Nicola Bombacci, o il massimalismo puro di Francesco Misiano.

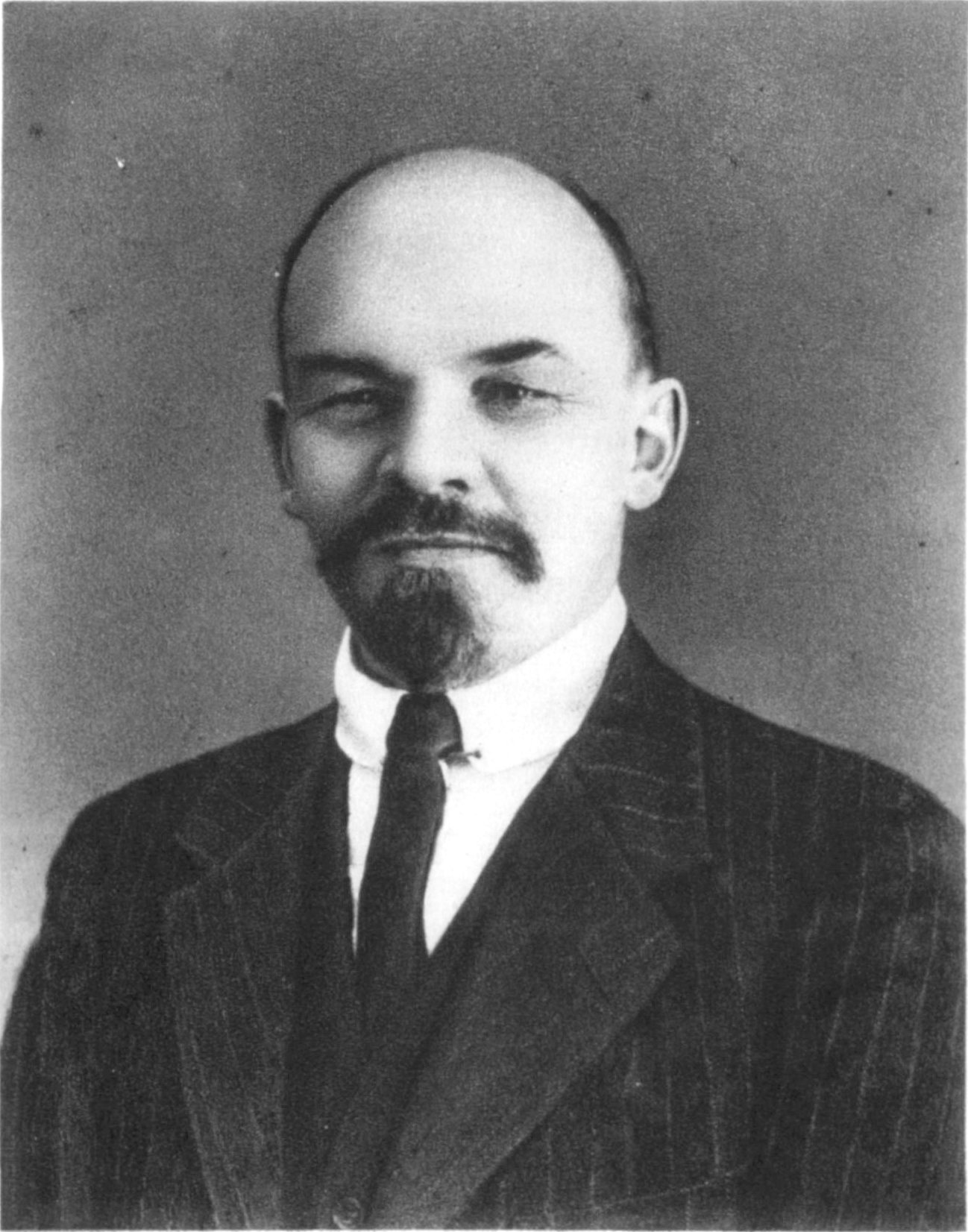
Vladimir Lenin

Durante il XIII Congresso del PSI di Reggio Emilia nel 1912, la componente massimalista arriva alla direzione del partito, complici le lotte sociali che maturavano nel paese e che andavano sempre più assumendo un carattere anticoloniale, le rivendicazioni massimalistiche contro la Campagna italiana di Libia ed il colonialismo italiano che raccoglievano un seguito consistente, furono gli elementi decisivi a portare Costantino Lazzari e la sua ala “intransigente rivoluzionaria” alla direzione del partito. Impreparata e sospinta dalla radicalizzazione sociale avvenuta nei prodromi della guerra, e senza aver chiarito i propri nodi programmatici né aver formulato un programma transitorio che avesse potuto portare i lavoratori a terminare il programma massimo partendo da quello minimo, al contrario di come riuscì a Lenin e ai suoi bolscevichi nella propria azione politica, i massimalisti italiani non furono capaci di guidare le masse popolari in una presa di potere e si limitarono ad una opposizione prevalentemente propagandistica. Su questo esito influì il concetto di partito stesso, che nel caso del PSI, in cui all'epoca convivevano diverse anime, era molto diverso rispetto all'agile, centralistico ed estremamente disciplinato partito d'avanguardia bolscevico di tipo leninista. E fu questa caratterizzazione principalmente negativa dell'inadeguatezza della direzione di Lazzari del PSI - ma alla fine estesasi sulla tendenza socialista massimalista tutta - che passerà ai posteri. Cioè quella di una tendenza politica "molto intransigente e poco rivoluzionaria", che "mescola ad un rifiuto categorico del gradualismo socialista un’incessante violenza nelle parole, con una preparazione rivoluzionaria di fatto assente".

### Prima guerra mondiale e radicalizzazione nel biennio rosso

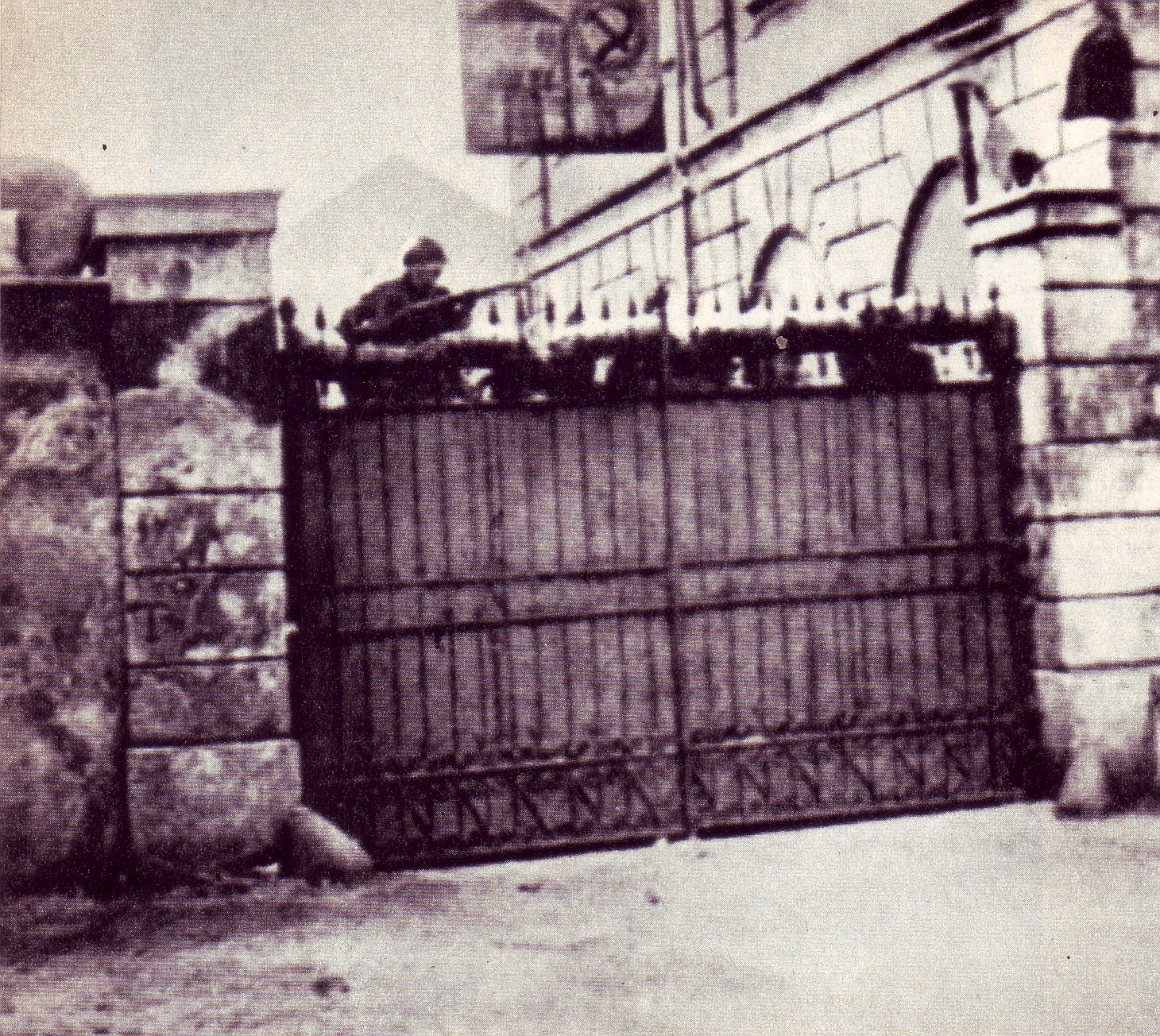
Operai armati occupano le fabbriche a Milano durante il biennio rosso

Sotto l'impressione delle Conferenze socialiste di Zimmerwald e di Kienthal, dove le posizioni bolsceviche emersero a livello internazionale, e della miseria e gli orrori cui si trovò esposta la popolazione durante e dopo la prima guerra mondiale, le istanze massimaliste e rivoluzionarie del Partito Socialista Italiano prevalsero di nuovo nei congressi di Ancona (1914) e di Roma (1918). Durante il XVI Congresso tenutosi a Bologna dal 5 all'8 ottobre 1919, sull'onda lunga della rivoluzione d'ottobre in Russia e forte del successo elettorale socialista in Italia alle Elezioni politiche italiane del 1913, fu approvato un nuovo programma politico che si richiamava all'esperienza della Rivoluzione bolscevica, e che sull'esempio russo proponeva l'instaurazione della dittatura del proletariato e la creazione di soviet dei lavoratori, dei contadini e dei soldati. Critiche dure alla linea massimalista vennero dall'estrema sinistra del PSI: Amadeo Bordiga aninò una frazione, detta astensionista, che sosteneva la necessità di porsi in totale antitesi col sistema borghese, rifiutando di partecipare alle elezioni. In tale periodo si verificarono, soprattutto nell'Italia centro-settentrionale, mobilitazioni contadine, tumulti annonari, manifestazioni operaie, occupazioni di terreni e fabbriche con, in alcuni casi, tentativi di autogestione - fermenti di socialismo dei consigli in fase embrionale - passati alla storia col nome di Biennio rosso, e che ebbero il loro culmine e la loro conclusione con l'occupazione delle fabbriche del settembre 1920.

### Lenin contro Serrati

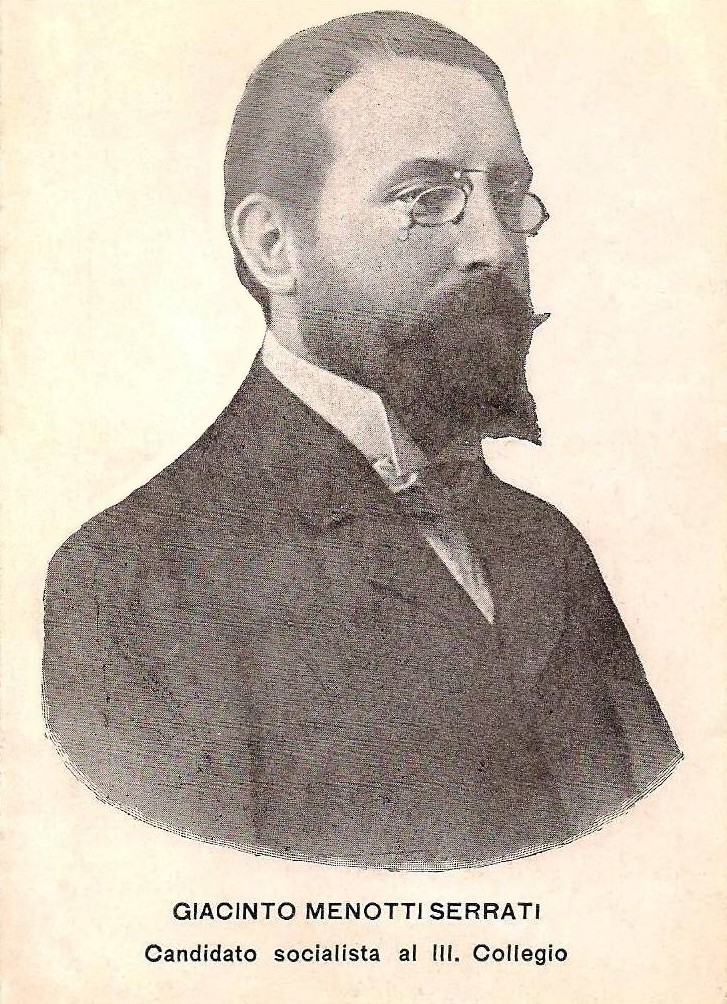
Giacinto Menotti Serrati

A relativizzare l'operato - presuntamente negativo - della direzione massimalista di Lazzari e di Giacinto Menotti Serrati, vi era l'ambigua posizione di Lenin nei confronti dei moti rivoluzionari italiani durante il Biennio rosso. Il 28 ottobre del 1919, il rivoluzionario russo inviò in occidente una missiva intitolata « Al compagno Serrati e a tutti i comunisti italiani », che l'Avanti! pubblicò integralmente in data 6 dicembre 1919, e nella quale scriveva di ritenere "prematura" una rivoluzione sociale in Italia. Lenin voleva congratularsi personalmente con Serrati per il successo riscosso dalla sinistra socialista in occasione delle elezioni. Dopo aver fatto i suoi auguri, il leader bolscevico istruì i compagni del PSI « di non lasciarsi provocare, e di evitare degli affrettati e prematuri sollevamenti rivoluzionari ».
Visto la portata di tali direttive e del loro significato Angelica Balabanova, la allora segretaria della Internazionale Comunista ed incaricata a tradurre la missiva di Lenin, ritornò l'abbozzo al mittente, osservando come « queste parole avrebbero potuto essere interpretate "in senso riformista" », e pregò Lenin di « precisare meglio i suoi pensieri ». Lenin tuttavia non ritenne necessario cambiare una virgola della sua lettera. Nella corrispondenza privata Lenin dunque indirizzava la direzione massimalista all'estrema precauzione. Nel 1920, il leader russo avrebbe avviato una campagna denigratoria ai danni dei "riformisti" italiani, accusandoli di « anestetizzare la volontà rivoluzionaria del popolo italiano ».
In realtà questa campagna, orchestrata dal Comintern e dallo stesso Zinov'ev, si dirigeva contro l'area politica PSI dei "comunisti unitari" e contro Serrati, e mirava a colpire e a discreditare principalmente quest'ultimo, per la sua riluttanza a scindere il PSI, ritenendo di aver epurato il partito dal riformismo già nel XIII Congresso PSI del 1912.  Lenin tacciò Serrati, uno delle rare personalità socialiste occidentali a godere della vera stima e della simpatia personale di Lenin il quale non intendeva rompere con i turatiani, di essere “controrivoluzionario", malgrado egli stesso ironicamente fosse restio ad approvare una rivoluzione sociale in Italia..

### Spaccatura sul Comintern

La richiesta del Comintern di espellere i riformisti portò alla nascita del Partito Comunista d'Italia

Il XVII Congresso del Partito Socialista Italiano si tenne al Teatro Carlo Goldoni di Livorno dal 15 al 21 gennaio 1921, inserendosi nel generale contesto di scontro in atto all'interno del movimento operaio internazionale tra la corrente riformista e quella rivoluzionaria. Il dibattito, che venne seguito con grande interesse sia in Italia che all'estero, si incentrò sulla richiesta avanzata dall'Internazionale Comunista di espellere dai partiti ad essa aderenti, o intenzionati a farne parte, la componente riformista. Al congresso si fronteggiarono tre frazioni principali e due gruppi minori: l'ala destra era quella di "concentrazione socialista", vicina alle posizioni del gradualismo riformista di Turati; al centro si collocava gran parte dei massimalisti (i "comunisti unitari") di Giacinto Menotti Serrati; a sinistra i comunisti "puri" di Amadeo Bordiga. In posizione intermedia tra riformisti e unitari si collocavano i cosiddetti "rivoluzionari intransigenti" di Costantino Lazzari, mentre al fianco dei comunisti si trovava il gruppo centrista della "circolare" di Antonio Graziadei e Anselmo Marabini che, pur fedele alle direttive del Comintern, intendeva lavorare per una mediazione. Al termine di giornate caratterizzate da un clima particolarmente tumultuoso e turbolento, il congresso fece registrare la scissione della frazione comunista che, di fronte al rifiuto della maggioranza del partito di accogliere la sollecitazione del Comintern ed estromettere i riformisti dal PSI, abbandonò i lavori e diede vita al Partito Comunista d’Italia - Sezione dell’Internazionale Comunista.

### Addio ai riformisti e ripresa della dialettica

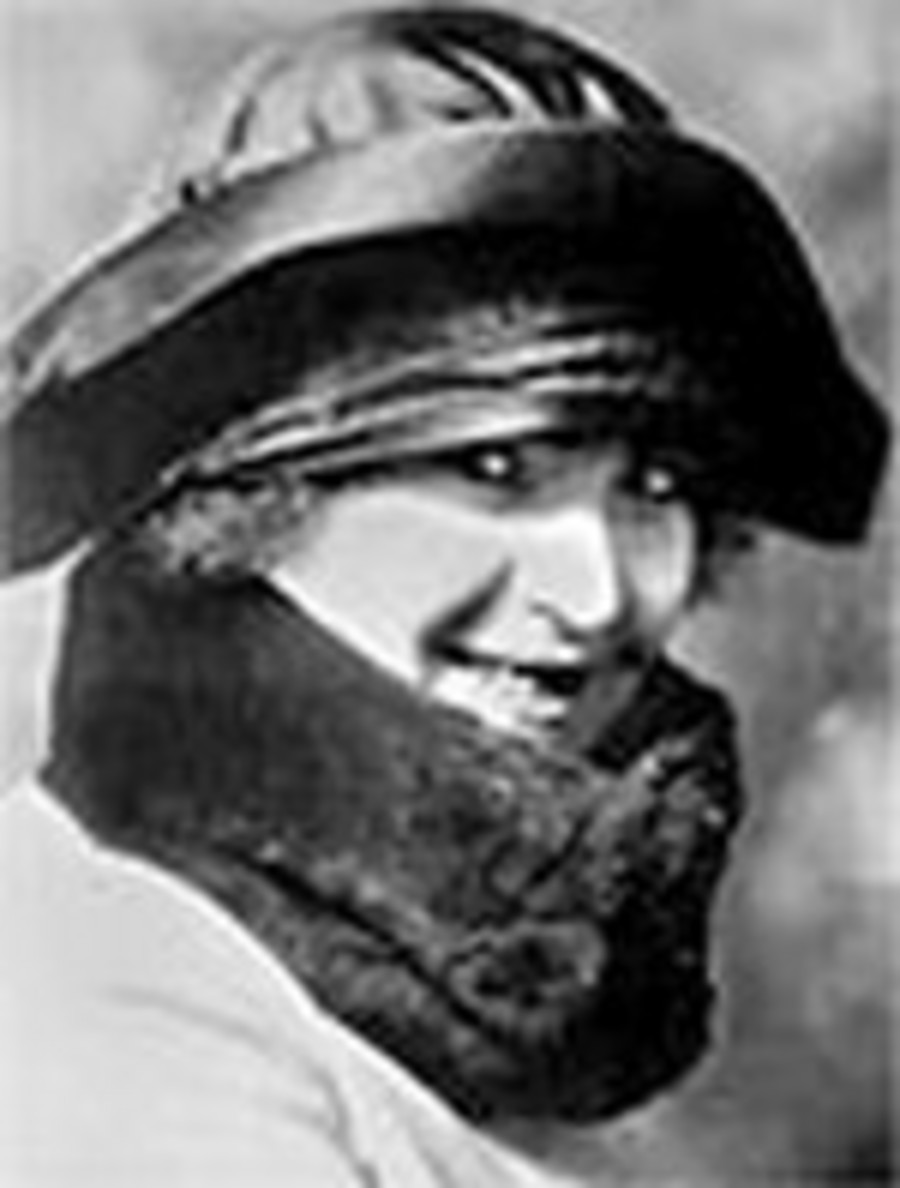
Angelica Balabanova

I socialisti massimalisti, non passati al PCd'I nel 1921, espulsero l'ala destra del loro partito comunque, dopo forti discussioni sulla linea strategica e programmatica condotte durante il XIX Congresso del Partito Socialista Italiano che ebbe luogo a Roma dal 1° al 4 ottobre 1922. Filippo Turati, Claudio Treves, Giacomo Matteotti, Camillo Prampolini, Sandro Pertini e gli altri esponenti riformisti si riorganizzeranno presto, fondando il Partito Socialista Unitario (PSU) a cui, nel 1924, si aggiungerà il liberal-socialista Carlo Rosselli. Gran parte dei "comunisti unitari" del XVII Congresso, come anche Serrati stesso, abbandoneranno il Partito Socialista Italiano per infoltire le schiere del Partito Comunista d'Italia da lì al 1924.
La dialettica interna al PSI - giudicata con favore dal regime - si riaprirà nel novembre del 1925 quando, sciolto il PSU dal regime fascista, la frazione di destra del PSI attorno a Pietro Nenni incomincerà a battersi per una riunificazione con i riformisti, in seno alla Internazionale operaia socialista (IOS). Mentre altri massimalisti "terzini" continuavano ad emigrare verso i comunisti, si effettuò un ulteriore strappo, in esilio a Grenoble, il 16 marzo 1930. I "fusionisti" di Nenni si scissero per riunificarsi con i riformisti nel Partito Socialista Italiano - Sezione dell'Internazionale operaia socialista (PSI-IOS). L'ala sinistra del partito invece, continuò la propria esperienza dell'autonomia dal riformismo come Partito Socialista Italiano (massimalista) (PSIm), affiliata al Bureau di Londra. Alla segreteria politica del PSIm c'era la rivoluzionaria ed oratrice poliglotta russa Angelica Balabanova, già arrivata alla segreteria del PSI "unito" il 15 gennaio del 1928, succedendo così ad Ugo Coccia.

## Accezione giornalistica
Il termine massimalismo è oggi a volte utilizzato, specie nei media e nel giornalismo, da esterni al partito o linea di pensiero in oggetto e spesso con connotazione accusatoria, per indicare un generico estremismo politico che tenda a realizzare il massimo del programma proprio di un partito o di un movimento. Nell'espressione si imputa comunque ai soggetti di applicare un'impostazione autoreferenziale che esclude qualsiasi margine di confronto. Si tratta di un significato estensivo ed in un certo senso improprio perché usato fuori dal contesto politico e storico originario. Può contrapporsi, nel medesimo uso mediatico, al termine minimalismo.

### Esplicative
1. ↑  «I rappresentanti di tutti i giornali italiani e dei più importanti tra gli stranieri sono qui convenuti per seguire i lavori del Congresso», che «è unanimemente considerato l'avvenimento politico il più importante che si sia verificato in Italia dopo l'armistizio» (Sotgiu, p. 3, nel paragrafo datato 14 gennaio 1921 del proprio resoconto quale inviato speciale a Livorno de Il Popolo romano).
2. ↑  Suckert accusò i massimalisti di essere “mussoliniani a quattr’occhi”: ne scrive su La conquista dello Stato del 30 settembre 1925 ne Il tradimento dei massimalisti, dichiarando che “se la frazione massimalista non esistesse, bisognerebbe inventarla. Essa costituisce nei fatti, per il fascismo, una solida garanzia d’impotenza socialista. Essa mitiga il costituzionalismo demoborghese degli unitari, ne diminuisce le possibilità collaborazioniste e parlamentaristiche, e impedisce al tempo stesso ai comunisti di far massa nelle file operaie e contadine”.

### Bibliografiche
1. ↑  Confronta 2° capoverso.  Forti, Steven, Parole in storia: MASSIMALISMO, su studistorici.com. URL consultato il 18 aprile 2017.
2. ↑   Axel Kuhn, Die deutsche Arbeiterbewegung, 2004.
3. ↑  (DE) Testi dall'archivio di partito, su marxists.org. URL consultato il 15 aprile 2017.
4. ↑   Axel Kuhn, Die deutsche Arbeiterbewegung, 2004,  p. 99.
5. ↑   Testo completo del Programma di Erfurt; in tedesco, su marxists.org. URL consultato il 15 aprile 2017 (archiviato dall'url originale il 26 settembre 2007).
6. ↑   Text Erfurter Programm –, su www.erfurt-web.de. URL consultato il 23 febbraio 2021.
«"9. Stufenweise steigende Einkommens- und Vermögenssteuer zur Bestreitung aller öffentlichen Ausgaben, soweit diese durch Steuern zu decken sind. Erbschaftssteuer, stufenweise steigend nach Umfang des Erbgutes und nach dem Grade der Verwandtschaft. Abschaffung aller indirekten Steuern, Zölle und sonstigen wirtschaftspolitischen Maßnahmen, welche die Interessen der Allgemeinheit den Interessen einer bevorzugten Minderheit opfern."»
7. ↑  Lenin, La Comune di Parigi e la dittatura democratica, «Proletarij», 8, 1905, in Lenin, La Comune di Parigi, 1974, p. 43
8. ↑  Confronta Capitolo I: Il periodo riformista (1892-1912).  Leonzio, Ferdinando, SEGRETARI E LEADER DEL SOCIALISMO ITALIANO (PDF), su domanisocialista.it. URL consultato il 15 aprile 2017.
9. ↑  Capitolo: Ascesa e caduta del riformismo.  Cullorà, Emanuele, Il Psi e il massimalismo (PDF), su marxismo.net. URL consultato il 15 aprile 2017 (archiviato dall'url originale il 7 gennaio 2017).
10. ↑  Confronta 8° capoverso.  Forti, Steven, Parole in storia: MASSIMALISMO, su studistorici.com. URL consultato il 15 aprile 2017.
11. ↑  Capitolo: Il Psi di fronte al Biennio rosso (vedi sesto capoverso). Cullorà, Emanuele, Il Psi e il massimalismo (PDF), su marxismo.net. URL consultato il 6 gennaio 2017 (archiviato dall'url originale il 7 gennaio 2017).
12. ↑  Confronta i capitoli: "Il massimalismo alla guida del partito" e "Il Psi di fronte al Biennio rosso".  Cullorà, Emanuele, Il Psi e il massimalismo (PDF), su marxismo.net. URL consultato l'8 marzo 2017 (archiviato dall'url originale il 7 gennaio 2017).
13. ↑  Capitolo: Il massimalismo, corrente centrista del Partito Socialista (vedi primo capoverso). Cullorà, Emanuele, Il Psi e il massimalismo (PDF), su marxismo.net. URL consultato il 6 gennaio 2017 (archiviato dall'url originale il 7 gennaio 2017).
14. ↑  Confronta 7° capoverso.  Forti, Steven, Parole in storia: MASSIMALISMO, su studistorici.com. URL consultato il 15 aprile 2017.
15. ↑  Spriano, p. 28.
16. ↑  Cfr. nota di Bordiga sul Soviet del 16 giugno 1919.
17. ↑  Brunella Dalla Casa, Composizione di classe, rivendicazioni e professionalità nelle lotte del "biennio rosso" a Bologna, in: AA. VV, Bologna 1920; le origini del fascismo, a cura di Luciano Casali, Cappelli, Bologna 1982, pag. 179.
18. ↑  (EN) La lettera di Lenin a Serrati sul rischio di una rivoluzione 'prematura', su marx-karl.com. URL consultato il 24 aprile 2017 (archiviato dall'url originale il 25 aprile 2017).
19. 1 2  Balabanoff, p. 99.
20. 1 2 3 4  Balabanoff, p. 100.
21. 1 2 3  Balabanoff, p. 101.
22. ↑  Serrati 1920.
23. ↑  Lenin, p. 71.
24. 1 2  Balabanoff, p. 95.
25. ↑  Humbert-Droz 1921, p. 277.
26. ↑  Vidotto, p. 14.
27. ↑  Guerci, p. 14.
28. ↑  Galli 1976, p. 48.
29. ↑  Spriano, p. 109.
30. ↑  I due Congressi.
31. ↑  Fondazione Sandro Pertini. Biografia
32. ↑  Confronta capitolo III: Il periodo dell’esilio (1926 – 1943); 3 – Il congresso di Grènoble.  Leonzio, Ferdinando, SEGRETARI E LEADER DEL SOCIALISMO ITALIANO (PDF), su domanisocialista.it. URL consultato il 14 aprile 2017.
33. ↑  Balabanoff, p. 7.
34. ↑  Confronta capitolo: PARTITI E MOVIMENTI DEL SOCIALISMO ITALIANO; Partito Socialista Italiano (15-8-1892/13-11-1994).  Leonzio, Ferdinando, SEGRETARI E LEADER DEL SOCIALISMO ITALIANO (PDF), su domanisocialista.it,  p. 109. URL consultato il 14 aprile 2017.
35. ↑   "massimalismo" in Vocabolario Treccani, su treccani.it. URL consultato il 17 aprile 2017.

### Articoli
- (FR) Jules Humbert-Droz, Livorno! La victoire de Turati en Italie, in Le Phare, anno II, n. 17, Ginevra, febbraio 1921,  pp. 277-283.
- I due Congressi, in L'Ordine Nuovo, anno I, n. 22, Torino, sabato 22 gennaio 1921.
- Giacinto Menotti Serrati, Risposta di un comunista unitario al compagno Lenin, in Avanti!, Torino, 16 dicembre 1920.